# Hoplistopus
Hoplistopus is een geslacht van vlinders uit de familie pijlstaarten (Sphingidae).

## Soorten
- Hoplistopus butti (Rothschild & Jordan, 1903)
- Hoplistopus penricei (Rothschild & Jordan, 1903)